# شتاين أوفه بيرغ
شتاين أوفه بيرغ (بالنرويجية البوكمول: Stein Ove Berg)‏ هو كاتب أغاني وصحفي نرويجي، ولد في 22 ديسمبر 1948، وتوفي في 17 يونيو 2002 في أوسلو في النرويج.

## وصلات خارجية
- شتاين أوفه بيرغ على موقع ميوزك برينز (الإنجليزية)
- شتاين أوفه بيرغ على موقع ديسكوغز (الإنجليزية)